# IMAM Ro.10
L'IMAM Ro.10 era un trimotore di linea ad ala alta prodotto dall'azienda italiana IMAM (Industrie Meccaniche Aeronautiche Meridionali), già OFM (Officine Ferroviarie Meridionali), negli anni trenta.
Il Ro.10 era la versione italiana prodotta su licenza dell'olandese Fokker F.VII/3m. Furono prodotti tre soli esemplari con le seguenti immatricolazioni: I-FERO, I-AAXY e I-AAXZ.

## Storia del progetto
Le Officine Ferroviarie Meridionali (OFM), possedute dall'imprenditore Nicola Romeo, nel 1925 riuscirono ad acquisire la licenza per produrre localmente due velivoli, il biplano Fokker C.V e la versione trimotore del Fokker F.VII, la F.VII/3m. Per le versioni italiane vennero utilizzati motori Alfa Romeo, azienda di cui Nicola Romeo era socio fondatore, quindi rinominati rispettivamente Ro.1 e Ro.10.

## Tecnica

### Fusoliera
Realizzata in tubi d'acciaio con saldature autogene, la parte anteriore era costituita esclusivamente da aste rigide mentre la parte posteriore le campate erano controventate da fili in acciaio.
Nella parte anteriore (dal motore sino ai posti dei piloti) il rivestimento era realizzato da due cofani di lamiera di alluminio; nella parte centrale da legno compensato e, nella parte rimanente, di tela tesa e verniciata.

### Motori
I gruppi motore erano intercambiabili e potevano essere montati motori di qualunque marca purché di tipo radiale e con potenza fra 200 e 300 HP ciascuno.

Il serbatoio era annegato nello spessore dell'ala e, con 1.080 l di capacità, garantiva una autonomia di volo di 6h30' (con motori da 215 HP).

### Ali
L'ala era interamente costruita in legno e ricoperta di compensato. Gli alettoni, anch'essi di legno, erano ricavati dall'ala stessa.

I piani di coda erano realizzati con tubi d'acciaio con saldature autogene e rivestiti in tela, mentre il piano fisso orizzontale aveva l'incidenza regolabile in volo.

### Carrello
Il carrello, a larga carreggiata, era costituito da due mezzi assali incernierati ai longheroni inferiori della fusoliera e molleggiati con ammortizzatori.

Il pattino di coda era orientabile liberamente e ammortizzato da supporti di gomma.

## Utilizzatori
Italia
- Avio Linee Italiane
- Ala Littoria